# Próteses auditivas osteointegradas
As próteses auditivas osteointegradas são um tipo de implante baseado na osteointegração. Esta possibilidade foi incluída na prática clínica em meados dos anos 70, na Suécia. Trata-se de dispositivos que funcionam por condução óssea, propagando o som diretamente para a orelha média, superando a impedância da pele e tecido cutâneo.  Utilizam sistemas compostos por implante de titânio e áudio processador, com ou sem pilar, transcutâneo ou percutâneo , capaz de decodificar os sons e transmiti-los diretamente para a cóclea. A adaptação destes dispositivos geralmente são indicadas para indivíduos com perda auditiva condutiva, mista e mais recentemente para a perda auditiva sensorioneural unilateral.  O procedimento é realizado por meio de uma técnica cirúrgica simples, com bons resultados a longo prazo na melhora da qualidade auditiva, bem como em aspectos do dia a dia, com achados positivos na percepção de fala e limiares tonais.

## Tipos

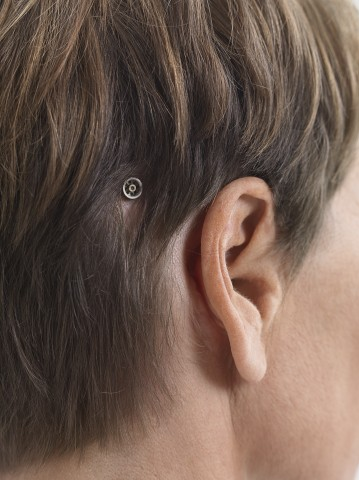
Sistema percutâneo

Atualmente, existem dois sistemas, chamados transcutâneos e percutâneos, no primeiro há um pino de titânio atravessando a pele e nos sistemas percutâneos a pele fica íntegra e as partes interna e externa se conectam por um sistema de ímã.
No sistema transcutâneo existe uma divisão em duas categorias:
- Ativo: sistema constituído de uma unidade interna implantável composta de ímã (magneto), bobina receptora interna e demodulador acoplado a um transdutor de massa flutuante para condução óssea (BC-FMT) fixado na cortical da mastoide e um processador de áudio externo;
- Passivo: sistema composto de pino ou parafuso de titânio implantável acoplado a um processador de áudio externo magneticamente.

No sistema percutâneo existe a presença de um pino ou parafuso de titânio implantável; um pilar intermediário encaixado no implante de titânio e de um processador de áudio externo.
Dentre os dispositivos auditivos osteointegrados cita-se: BAHA, Attract, Ponto, Bone Bridge e Porp. Esses dispositivos são disponibilizados respectivamente pelas seguintes empresas: Cochlear, Oticon medical e MED-EL.

## Alterações da orelha média e externa
Algumas condições anatômicas ou infecciosas presentes na orelha média, podem impossibilitar a  adaptação de aparelhos de amplificação sonora individual (AASI), ou poderá ocorrer uma má adaptação do AASI por intolerância ao molde auricular ou problemas de microfonia. otite média crônica, atresia aural congênita ou microtia, colesteatoma, disfunção ou doenças da orelha média e otites externas são exemplos de perdas condutivas onde amplificação convencional pode não fornecer benefícios. Estudos relatam que as indicações otológicas mais frequentes para a cirurgia foram otite média crônica, após tentativa mal sucedida de reconstrução do sistema de transmissão de som (54%), e otosclerose, após intervenção sem sucesso (19%).
Duas alterações auditivas distintas valem a pena serem destacadas: as causadas por alterações na orelha interna e as situações em que o som recebido pela orelha externa sofre interferências para alcançar as células da orelha interna. Respectivamente, as alterações de orelha interna podem ter uma causa genética ou ser o resultado de um traumatismo craniano, de uma exposição a ruído alto ou algo a mais no ambiente. A perda de audição neurossensorial é também comum do processo de envelhecimento No segundo caso as alterações podem ser uni ou bilaterais e variam para cada indivíduo, há casos em que existem malformações da orelha externa, geralmente associada a deformações da orelha média, no entanto, geralmente a orelha interna está integra. Nesses casos, a adaptação de aparelho auditivo (AASI) convencionais se torna inviável. Com a anatomia da orelha interna integra, para esses casos é sugerido a utilização de dispositivos que funcionam por condução óssea.

### Surdez unilateral
É definida como uma alteração que reduz os limiares auditivos de apenas uma orelha, podendo chegar à surdez completada mesma. As perdas auditivas unilaterais, podem ter diversas causas que diferem das demais, incluindo perda auditiva sensorioneural súbita idiopática (SSNHL), neurinoma do acústico, anomalias da orelha interna, caxumba, meningite, entre outros. Diversos estudos indicam que a SSNHL idiopática (54,6%) é a etiologia mais comum, seguida por várias formas de otite média, incluindo otite média crônica e colesteatoma. Algumas dessas alterações auditivas se dão de forma progressiva, no entanto, independente da maneira que se manifestam, afetam a interação social, o aprendizado e o bem estar emocional desses indivíduos. Neste tipo de perda, o desempenho auditivo diverge entre as orelhas e faz com que a orelha de melhor limiar determine a detecção dos sons, gerando a privação sensorial. Como repercussão, o maior prejuízo é na habilidade auditiva para localizar a fonte sonora,  bem como as dificuldades de compreensão em ambientes ruidosos, na presença de ruído competitivo ou na interlocução com mais de duas pessoas. Em indivíduos com deficiência auditiva unilateral sensorioneural, o uso de próteses auditivas osteointegradas pode ser uma alternativa que irá utilizar a rota transcraniana para direcionar o som recebido pelo processador na orelha prejudicada à cóclea da orelha normal, além de trabalhar atenuando o efeito sombra e melhorando o desempenho auditivo.

### Malformações
As malformações do pavilhão auditivo normalmente ocorrem associadas a malformações do conduto auditivo externo (atresia ou agenesia) e da orelha média; nesses casos geralmente as estruturas da orelha interna quase sempre encontram-se bem desenvolvidas, uma vez que são derivadas de outros tecidos. Essas anomalias muitas das vezes estão visíveis, desta maneira logo recebem acompanhamento por diversos profissionais da saúde, levando em consideração a estética que preocupam imediatamente os pais.
Pacientes com malformações nem sempre são adequados para cirurgia reconstrutiva.  Vale ressaltar que 5% dos casos de microtia estão associados a síndromes congênitas, sendo elas a microssomia hemifacial, Síndrome de Goldenhar, Síndrome de Treacher Collins e displasia óculo-ariculo-vertebral. Os pacientes com síndrome de Treacher Collins podem ter malformações significativas com defeitos ossiculares e uma via anormal do nervo facial. Essas estruturas, assim como o ouvido interno, podem estar em perigo na cirurgia. Pacientes com síndrome de Down podem ter um canal auditivo estreito e malformação do ouvido médio levando a problemas de audição. Parte do atraso cognitivo visto nessas crianças pode ser parcialmente devido à sua audição deficiente. Entretanto, quando em boas condições, os resultados da cirurgia são satisfatórios.
O procedimento cirúrgico requer que o crânio seja de espessura suficiente e o osso seja de qualidade suficiente para acomodar o acessório de titânio. Não é recomendado colocar o implante em crianças menores de 3 anos e desta forma, a maioria das crianças não é implantada até que tenha no mínimo 4 ou 5 anos. As crianças que sofrem de certas síndromes podem ter uma constituição mais esguia, ossos mais finos ou anatomia incomum. Outras crianças podem ter um crânio mais espesso em uma idade mais jovem, por isso é difícil indicar uma idade específica para a cirurgia.

## Procedimento cirúrgico
A cirurgia geralmente é realizada sob anestesia local e como procedimento ambulatorial. Uma informação importante para o paciente é, que se ele por algum motivo não ficar satisfeito com os resultados obtidos com a inserção da prótese auditiva, ela pode ser facilmente retirada. Nenhum outro procedimento cirúrgico na orelha é reversível como este. Por serem implantados cirurgicamente na mastoide provocam menos desconforto para o indivíduo do que o vibrador ósseo tradicional, eliminando a pressão do arco de metal sobre a cabeça, reduzindo a microfonia, diminuindo a distorção acústica e melhorando a audição para a alta frequência, já que a condução óssea acontece de forma mais direta.
O procedimento cirúrgico para implantação das próteses osteointegradas é considerado simples e reversível, realizado por meio de uma pequena incisão cirúrgica (<2,5 cm), removendo o tecido subcutâneo subjacente e colocando um acessório de titânio na parte posterior do osso mastoide, sob anestesia.
Alguns cirurgiões realizam uma redução do tecido mole subcutâneo. A justificativa para isso é reduzir a mobilidade entre o implante e a pele para evitar inflamação no local de penetração. Essa redução do tecido mole tem sido questionada e alguns cirurgiões não a realizam. A explicação para isso é que qualquer cirurgia resultará em algum tecido cicatricial que pode ser o foco da infecção. As infecções observadas no início do procedimento cirúrgico talvez possam ser explicadas pela falta de vedação entre o implante e o pilar, permitindo a entrada de bactérias no espaço. Uma nova vedação hermética de hélio pode ser vantajosa e evitar a formação de biofilme. Isso também permitirá que o cirurgião use abutments mais longos, caso haja necessidade. Três a seis semanas após a cirurgia ou até antes, o fonoaudiólogo ajustará o processador auditivo de acordo com o nível de audição do paciente. A adaptação e os ajustes são realizados por meio de um software e interfaces que se conectam para que as características audiológicas, assim como a percepção do paciente, sejam considerados e programados.
Em 2001, o procedimento cirúrgico original foi descrito em detalhes por Tjellström.
Para alguns indivíduos, por diferentes motivos, a cirurgia pode não ser uma opção. Nesses casos opta-se por aparelhos de condução óssea convencionais, composto por um vibrador pressionado a pele do crânio por meio de uma haste (tiara), na cabeça ou em óculos especiais, que dessa forma conduzem o som diretamente do osso para a cóclea, eles têm o objetivo de vibrar as estruturas dentro da cóclea, sem precisar passar pela via convencional, através da orelha média. No entanto, algumas desvantagens estão associadas a este dispositivo, como: dores de cabeça, irritações na pele, estética e  alteração no reconhecimento de fala em algumas situações devido ao mau posicionamento do transdutor na pele e pela atenuação causada por tecidos entre o vibrador e o crânio.
Dessa forma, quando possível, é recomendável a adaptação de próteses auditivas osteointegradas. Os princípios básicos que nortearam o desenvolvimento desse dispositivo foram a biocompatibilidade e a osteointegração, permitindo a fixação de um material sintético ao osso temporal . O material mais eficaz foi o titânio, tornando-se o material utilizado até os dias de hoje.  Assim como o AASI tradicional por condução óssea, a saída ocorre por vibração mecânica, porém transmitida para o crânio por um parafuso de titânio implantado na mastoide. A conexão direta através da pele, surgiu para proporcionar uma baixa incidência de problemas associados com a penetração na pele
Pacientes com surdez unilateral apresentam audição normal em umas das orelhas e uma perda de audição profunda na outra orelha. Nestes indivíduos, o sistema utiliza a audição contralateral para enviar o som recebido pela orelha prejudicada à cóclea da orelha normal.

## Manipulação

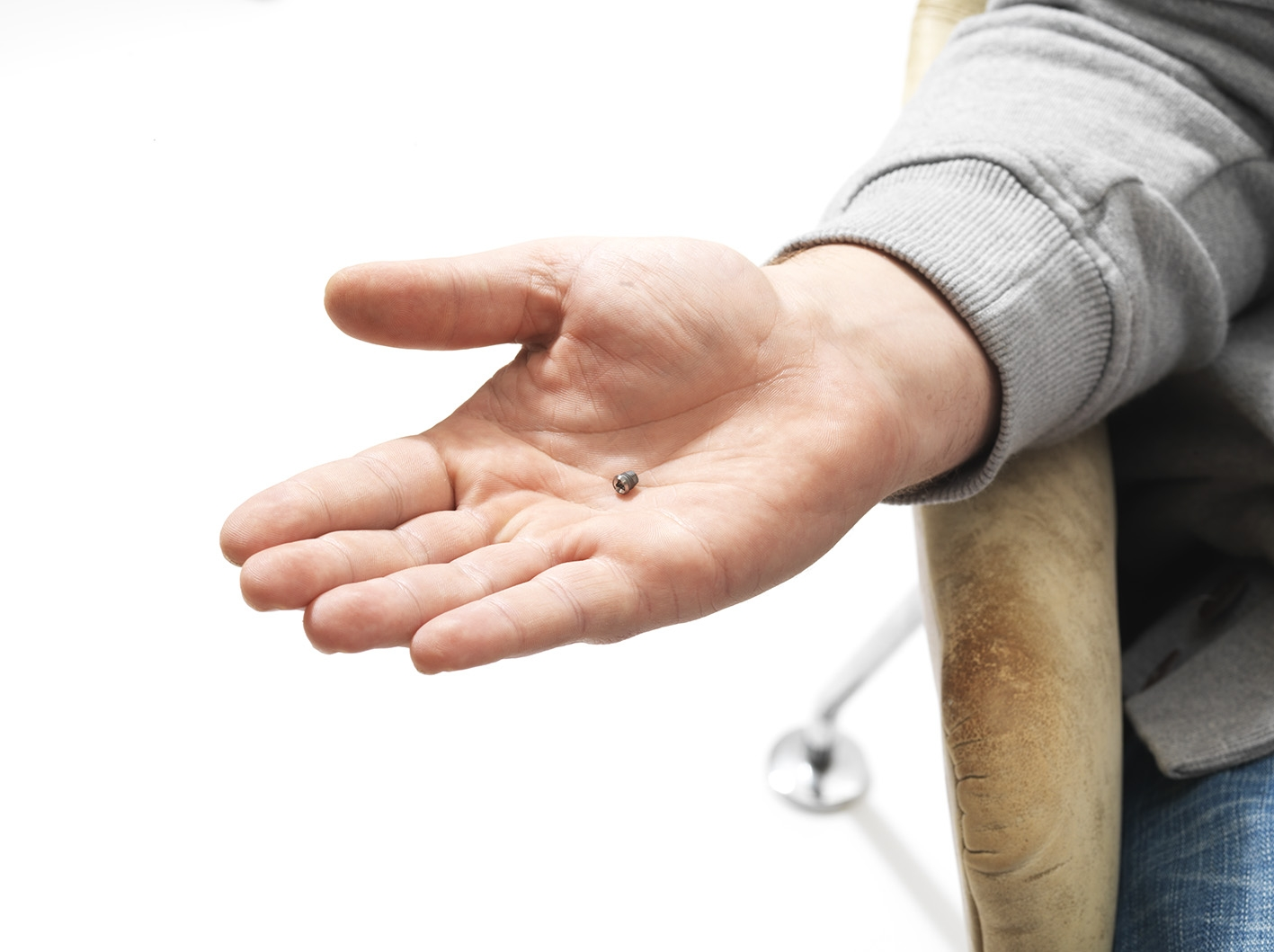
Um implante mostrado em tamanho real na mão de um adulto

As empresas fazem várias recomendações sobre o uso, manuseio e higienização do processador de som.

### Cuidado com o processador de som
- O processador de som deve ser limpo diariamente com pano macio e seco.
- Nunca deve ser exposto à umidade ou entrar em contato diretamente com água.
- Ao praticar esportes, deve-se ter cuidado com o suor e com possíveis pancadas.
- Deve sempre ser guardado em sua caixa quando não estiver em uso.
- Pode ser guardado dentro do desumidificador para melhor preservação.

### Pilha
O processador de som funciona com uso de pilhas próprias para aparelhos auditivos. Para desligá-lo é necessário retirar a pilha.

### Cuidados com a pele
Para próteses com pino:
- É recomendado limpar a pele em volta do pino diariamente, lavando com água morna e sabão. Deve-se seca-la e passar uma escova macia em torno do pino.
- Uma vez por semana a parte interna do pino também deve ser limpa. Isso deve ser feito com um lenço umedecido sem álcool. Deve-se sempre secar a região após a limpeza. Todo o processo deve ser realizado com delicadeza.
- Também deve-se conferir diariamente se há algum cabelo preso no pino, e em caso positivo, é necessário retirar. Ao usar secador de cabelo, deve-se usar ar frio, ou não direcionar o ar quente para o pino por muito tempo. É possível colocar um protetor no lugar do processador para proteger o pino quando usar produtos de cabelo.
- Caso a região inflame ou doa, é necessário procurar atendimento médico.

Para próteses com imã:
- É importante verificar diariamente se a pele está saudável e com boa coloração. O imã muito forte pode causar lesões na pele.
- Caso a região inflame ou doa, é necessário procurar atendimento médico.[38][39]

## Efeitos colaterais
Apesar das próteses osteointegradas serem implantadas por meio de procedimento cirúrgico considerado pela literatura científica da área como simples, é importante salientar que podem ocorrer reações indesejadas relacionadas ao processo de cicatrização. As complicações relacionadas às próteses auditivas osteointegradas incluem alterações do tecido duro (osso) ou tecido mole (alterações cutâneas).
- Tecido duro (osso):
  - Falha na osteointegração;
  - Infecção crônica;
  - Trauma.
- Tecido mole (tecido cutâneo):
  - Irritação da pele ao redor do implante;
  - Infecções da pele ao redor do implante;
  - Em casos mais graves de complicação pode ocorrer a extrusão do implante;
  - Crescimento excessivo da pele sobre o dispositivo;

As complicações dos tecidos moles são mais comuns e a maioria recebe tratamentos tópicos. Outras complicações podem ocorrer caso o indivíduo tenha alergia ao titânio, que é o material  utilizado no implante. As crianças têm maior probabilidade de sofrer os dois tipos de complicações em relação aos adultos. Em alguns casos, um segundo procedimento cirúrgico pode ser necessário. As complicações são menos prováveis com uma boa higiene da ferida. Os pacientes são instruídos a entrar em contato com a equipe, incluindo médicos e fonoaudiólogos, imediatamente, caso ocorra qualquer sinal de infecção, incluindo eritema ou sensibilidade.

## Crianças pequenas
A audição é importante para o desenvolvimento da fala e da linguagem.
Crianças menores de 3 anos não recebem indicação para o procedimento cirúrgico, pois a espessura do crânio não suporta o pino da prótese.
Enquanto aguardam, é possível utilizar o recurso "soft band", que consiste em uma faixa ao redor da cabeça com um processador de som acoplado. Esse processador irá captar os sons do ambiente e transmitirá o som até a orelha interna da criança, permitindo-a  que escute. Isso pode ser feito a partir de um mês de idade. Bebês dessa faixa etária podem tolerar bem a adaptação.
A cirurgia geralmente acontece após os quatro a cinco de idade, período que a espessura do osso do crânio aumenta. Por esse mesmo motivo, é possível também que a cirurgia possa ocorrer em duas etapas. A segunda cirurgia ocorre após a osteointegração dos componentes inseridos na primeira cirurgia. Pelo Sistema Único de Saúde (SUS), no Brasil, a idade recomendada para o procedimento é de pelo menos 5 anos.

## Idosos
A perda auditiva em idosos é relacionada a vários prejuízos de qualidade de vida e a declínio da cognição.
Estudos indicam que idosos podem receber indicação de cirurgia de próteses osteointegradas. Tal procedimento representa uma clara melhoria na qualidade de vida dos indivíduos submetidos ao implante, proporcionando excelentes resultados audiológicos e alto grau de satisfação por parte dos pacientes. Desde que apresentem bom estado de saúde, a cirurgia não apresenta risco de complicações relacionadas à idade do paciente.

## Acompanhamento e terapia fonoaudiológica
Após a cirurgia o paciente terá seu processador de som ativado pelo fonoaudiólogo da equipe clínica. Nos acompanhamentos serão realizados ajustes na programação. Pode ser necessário que o paciente realize sessões de terapia.
Para crianças, a terapia auditiva irá focar no desenvolvimento de habilidades auditivas e de linguagem. É recomendado sessões individuais de 45 minutos, duas vezes na semana.
Para adultos e idosos as sessões já podem ser realizadas em grupo. A frequência ou individualidade das sessões fica a critério do profissional responsável mediante idade do paciente, seu tempo de privação sonora e habilidades de manuseio do dispositivo.

## História
O termo osseointegração foi cunhado pelo professor médico ortopedista Per-Ingvar Brånemark.  Ele, durante estudos em animais, encontrou o tecido ósseo preso ao implante de titânio sem qualquer tecido mole entre eles. Também solucionou que o mesmo poderia suportar uma carga pesada. Sua definição para osseointegração era definido como: "O contato direto entre osso vivo e um implante que pode suportar uma carga" que possuí em sua composição o material de chumbo aplicado ao desenvolvimento de implantes de titânio percutâneos. Brånemark investigou também que se parafusos compostos do material titânio não fossem deslocados do osso, os osteócitos cresceriam em posição próxima às superfícies de titânio e forneceriam ancoragem firme evitando a utilização de uma camada intermediária de tecido conjuntivo.
As primeiras descrições de próteses auditivas via condução óssea surgiram por volta do século 18 (1701-1800) porém, foi em 1965, que Brånemark et al. relataram sucesso em um procedimento de aplicação da osseointegração na cirurgia reconstrutiva dentária e craniofacial em cães, sugerindo que seu possível uso clínico na reabilitação oral pudesse ser utilizado sem preconceitos Estes estudos sobre retenção de próteses proporcionaram uma grande quantidade de dados publicados mediante a implantes de titânio de composição pura em seu material comerciais suportando deste modo reconstruções craniofaciais, como epíteses auriculares, nasais e orbitais. Brånemark buscou uma forma acústica de avaliar a osseointegração,  com a colaboração de um paciente com implantes nas mandíbulas, equipando um vibrador ósseo em um de seus implantes. Quando testado, o paciente sentiu um som muito alto, mesmo em baixos níveis de estimulação, indicando que o som poderia se propagar muito bem no osso. Posteriormente foi concluído de que a transmissão sonora óssea possui caráter linear, o que indica em baixa distorção do som.
Em 1974, Tjellström et al. introduziram o conceito de condução óssea direta, que poderia ser alcançada utilizando um acoplamento de penetração na pele de um implante de titânio osseointegrado no osso mastoide. Após três anos em 1977, foram iniciados os primeiros testes de uso percutâneo do dispositivo, por meio de três pacientes implantados com uma solução auditiva via condução óssea pelo Dr. Anders M.R. Tjellström no Departamento de Ouvido, Nariz e Garganta do Hospital Universitário Sahlgrenska em Gotemburgo, Suécia. Um parafuso de titânio de 4 mm de comprimento com um diâmetro de 3,75 mm foi inserido no osso atrás da orelha, e um aparelho auditivo de condução óssea foi conectado . A partir de 1987, o dispositivo tornou-se comercialmente disponível ao público. O dispositivo BAHA foi liberado pela Food and Drug Administration (FDA) dos EUA dez anos posteriormente no verão de 1997. Lustig et al. avaliaram a experiência dos EUA com os primeiros 40 pacientes implantados com o BAHA em 12 centros médicos de referência terciários, sendo este estudo uma série de casos multicêntricos retrospectivos não cegos. Por meio disso informaram que o dispositivo BAHA forneceu um complemento confiável e previsível para a reabilitação auditiva em pacientes adequadamente selecionados, oferecendo um meio de melhorar drasticamente os limiares de audição em pacientes com perda auditiva condutiva ou mista que não poderiam se beneficiar de aparelhos auditivos tradicionais, as respostas dos pacientes aos implantes foram uniformemente satisfatórias.

### Brasil
As próteses auditivas osteointegradas tem uma utilização recente, com escassa publicação nacional e poucos casos operados no Brasil, porém existem centros de estudos como: o Brånemark Osseointegration Center localizado na cidade São Paulo, inaugurado em 1995, possuindo três salas cirúrgicas equipadas ao padrão hospitalar além de doze unidades odontológicas. Também é possível encontrar a associação P-I Brånemark Institute Bauru, presidida pelo próprio Dr. Brånemark igualada à matriz em Gothenburg, sendo referência mundial para a pesquisa e desenvolvimento da Osseointegração aplicada à reabilitação extra-oral, intra-oral e também de amputados. Os interesses na cidade de Bauru pode ser justificados pelo polo de pesquisa e inovação do Hospital de Reabilitação de Anomalias Crânio-Faciais (HRAC-USP), apelidado de Centrinho, localizado nas dependências do campus da Faculdade de Odontologia de Bauru (FOB-USP).
O primeiro caso cirúrgico registrado de implantação dessas próteses foi realizado em 29 de fevereiro de 2008 pela equipe do Centro de Diagnóstico Audiológico do Hospital Iguaçu (CDAHI) de Curitiba, foi a primeira a implantar o dispositivo BAHA após a liberação do mesmo pela Agência Nacional de Vigilância Sanitária. Após consultas pré cirúrgicas, a paciente de 50 anos, do sexo feminino, apresentava perda auditiva mista de grau moderado à esquerda e severo à direita, a mesma foi anestesiada e sedada para realização da cirurgia através do método de um (1) tempo, onde o parafuso e o pilar foram unidos e colocados no mesmo tempo cirúrgico. Apesar das dificuldades encontradas no processo de avaliação sonora realizada na paciente é possível constatar nas palavras de Pedriali et al. (2011, p. 254) que:  "[...] A confiabilidade na avaliação audiológica pré-operatória como previsão de resultado pós-operatório, os excelentes resultados audiológicos obtidos e o alto grau de satisfação por parte da paciente proporcionado pelo sistema BAHA, faz dele uma alternativa vantajosa na reabilitação das perdas condutivas e mistas quando o uso do AASI fica impossibilitado." Além disso, sugere que haja uma troca de experiências entre os centros que realizam este tipo de atendimento para que, através de uma padronização na avaliação audiológica, seja possível comparar os resultados adquiridos e buscar uma melhor qualidade no atendimento.
Por meio da Portaria GM/MS Nº 2.776/ 2014 do Ministério da Saúde foi regulamentada a realização de cirurgias da Prótese Auditiva Ancorada no Osso uni e bilateral, com previsão de manutenção, troca de peças e sessões de terapias fonoaudiológicas pelo SUS.

## Custos
Os custos do dispositivo podem variar dependendo do país de origem e principalmente do modelo e marca comparados. A estimativa de custos é:
- Estados Unidos da América: US $ 4.500 a $ 8.000 (Dólares);
- Holanda: € 3.000 (em 2008) (Euros);
- África do Sul: R45 000 (Rands);
- Canadá: CAD $ 3.850 (Dólares canadenses);
- Austrália: AUD $6.500(Dólares australianos);[78]

Apesar dos valores apresentados acima, todos os implantes tem a possibilidade de descontos e até abatimentos do valor final, o que varia muito dependendo do sistema público de saúde de cada um destes países.

### Brasil
Apesar de não possuir valor fixo para usuários localizados no Brasil, é possível estimar com a conversão direta do dólar (1 de setembro de 2020 - 1 / 5,29 ) a média de R$ 23.805,00 (Reais) por unidade da versão mais simples estimada nos EUA, é importante também ressaltar que além disso, outros custos devem ser considerados no processo como: custos de cirurgia, consultas (pré e pós operatórias), além de custos contínuos, como: peças de reposição (cabos, bobinas, baterias e etc), que ao final do processo encarecem ainda mais o produto. O custo do procedimento também irá variar conforme a equipe médica. Mediante a isso, empresas que oferecem o dispositivo situadas no Brasil, possuem maneiras de financiamento do mesmo para maior acessibilidade do público. Além disso, é possível adquirir o dispositivo por meio de convênios particulares e também pelo Sistema Único de Saúde (SUS) que oferece através de uma série de etapas e procedimentos de validação o dispositivo ao requerente.  O Ministério da Saúde estimou para os anos de 2015 à 2018 especificamente para Próteses Auditivas Ancoradas no Osso (uni e bilaterais) a previsão de gastos totais de R$ 9.890.435,89 para 196 pacientes requerentes do dispositivo. Apesar do baixo número de pacientes finais destinados ao dispositivo é possível observar que a estimativa aumenta em 10% a cada ano, tanto para pacientes quanto para a verba destinada.